# 兼爱
兼愛(「兼」、「兼相愛」或「兼相愛交相利」)是先秦墨家最重要的概念。在理論上，它的價值根源為「天」，且與仁、義密切相關。兼爱思想強調人我愛之相互性、言愛必含利是兼愛的獨到之處，此與墨子平民出身，重視物質實利有關。兼愛更有別於儒家以血緣親疏為基礎的仁愛和基督教所提倡的博愛。

## 釋義

### 學者釋義
- 陳維德：「兼愛乃涵括一切之愛，且當發自情性，而非為相互利用。而其最大之特色，則在於愛之無有差等。可見其主張盡愛世人，而己亦在所愛之中。並主張愛無厚薄，人我如一，而無親疏遠近之別。」[2]

- 王讚源：[3]

```
        ㈠兼愛是廣愛全體人類。
        ㈡兼愛是人與人相愛相利。
        ㈢兼愛即愛人利人。
        ㈣兼愛既是無差等又是有差等的愛。
[
註 1
]
。
        ㈤兼愛是不受時空限制的愛。
```

### 從《墨子》來看
- 釋「兼」

「兼」，《說文解字》釋為「並也，從又持秝。兼持二禾」，可見其有合併而持之意。張岱年則釋「兼」有「總全的意思，也即是合而不別的意思。」
《墨子》中是以定義「體」的方式來表述「兼」的內涵：
```
    體，分於兼也。(〈經上〉)
    體。若二之一，尺之端也。(〈經說上〉)
```

「體」由「兼」分出，因此「體」為部分，「兼」為整體。故〈經說上〉云「一」是「二」的部分，由「一」構成整體的「二」；「端」是「尺」的部分，由「端」構成整體的「尺」。用當今的話來說，「端」是點、「尺」是線。將點連起可劃成線，故點是部份，線為整體。
- 釋「愛」

「愛」，行皃，从夊㤅聲。(《說文解字》)段玉裁注「㤅，惠也。今字假㤅爲愛而㤅廢矣。愛，行皃也。故从夊。」愛包含「行」、「惠」二義，意指「懷福人之心，有利人之行」 ，或可闡為以行動惠利對方。如「富則見義，生則見愛」(〈修身〉)即指君子富裕時應努力實踐義行，惠利仍活著的人。〈尚賢中〉還有「今王公大人亦欲效人以尚賢使能為政，高予之爵，而祿不從也。夫高爵而無祿，民不信也。曰：『此非中實愛我也，假藉而用我也。』」若王公大人攬用賢者，卻未予以相當俸祿，這就是利用賢者，而非愛賢者。另《墨子》中強調以「兼愛」易替「別愛」、「自愛」卻未直接對「愛」下定義，可能基於墨子已假定「愛」是與生俱來，故曰「藏於心者，無以竭愛」(〈修身〉)。梁任公曾言「愛也者，出於天賦本性之同然，凡人類所莫能外者也」似可與上說相應。
- 釋「兼愛」

由「兼」、「愛」分別的釋義來看，我們應可說「兼愛」即「以行動惠利整體」。《墨子》中「兼」、「兼愛」、「兼相愛」、「兼相愛交相利」常依據行文脈絡而有不同使用。
總括來看，《墨子》的「兼愛」應具有下面幾項內涵：
(一)兼愛是不受時空限制且對人普遍的愛。
〈大取〉：「愛眾世與愛寡世相若，兼愛之有相若；愛尚世與愛後世，一若今世之人也」。 眾世與寡世乃就人數多的地域(即空間)與人數少的地域對舉，上世、後世、今世乃從時間來看。愛人的心對人多的與人少的空間一樣，愛古人、今人和未來的人一樣。又「二子事親，或遇孰，或遇凶，其利親也相若」(〈大取〉)。 兩個孩子侍奉親人，一個遇到豐年，一個遇到凶年，但他們愛親人的心不會因外在環境限制改變。另〈小取〉云：「愛人，待周愛人，而後為愛人。不愛人，不待周不愛人，不周愛，因為不愛人矣。」愛人必須要周遍(即所有)地愛人才可說是愛人，不愛人，不用等到週遍地不愛人，沒有周遍的愛人就是不愛人。換句話說，必須每一個人都愛才是愛人，只要不愛一個人就是不愛人了。因此，兼愛是不受時間空間限制普遍地愛每一個人。
(二)兼愛是富含犧牲精神的愛。
仁人之事者，必務求興天下之利。(〈兼愛下〉)

斷指與斷腕，利於天下相若，無擇也。死生利若，一無擇也…殺己以存天下，是殺己以利天下。(〈大取〉)
仁人本於兼愛之心，求興天下之大利，無論斷手指或斷手腕，捨命或全生，只要是對天下有利，就不需選擇了。殺自己以存保天下，即為了天下之利而殺自己。「墨子服役者百八十人，皆可使赴火蹈刃，死不還踵」(《淮南子‧泰族訓》)更是墨家犧牲精神之寫照。
(三)兼愛是視人若己且平等的愛。
視人之國若視其國，視人之家若視其家，視人之身若視其身。(〈兼愛中〉)
為人之國，若為其國，夫誰獨舉其國以攻人之國者哉？為彼者由為己也。為人之都，若為其都，夫誰獨舉其都以伐人之都者哉？為彼猶為己也。為人之家，若為其家，夫誰獨舉其家以亂人之家者哉？為彼猶為己也，然即國、都不相攻伐人家不相亂賊，此天下之害與？天下之利與？即必曰天下之利也。(〈兼愛下〉)
愛人之親，若愛其親。(〈大取〉)
把別人的國家、家庭、親人、身體當作自己的國家、家庭、親人、身體去愛，視人若己、人與我同，此想法蘊含著平等。〈大取〉還載「兼愛相若，一愛相若，一愛相若，其類在死蛇」。 兼愛所有的人，與愛自己是一樣的，愛一方與另一方相同，就像蛇遭遇攻擊會首尾自救。蛇首遇襲，蛇尾予救；蛇尾遇襲，蛇尾予救。對一隻蛇而言，首與尾並無分別，重要的是能保存生命。人也應該兼愛彼此、視人若己。既然人我無別，愛別人也就等同愛我自己，愛別人並不會把自己排除，自己也在愛裡。故〈大取〉云：「愛人不外己，己在所愛之中。己在所愛，愛加於己。」
(四)兼愛是人我交利的愛。
《墨子》論及「兼愛」概念時，也常用「兼相愛」或「兼相愛交相利」來表達。若細究其中差別，《墨子》使用「兼愛」多與聖王並提，如「昔之聖王禹、湯、文、武，兼愛天下之百姓」(〈法儀〉)、「故昔也三代之聖王堯舜禹湯文武之兼愛天下也」(〈天志下〉)。這表示《墨子》使用「兼愛」時，施行「兼愛」的主體是聖王。因此「兼愛」意味著「聖王以行動惠利百姓」，或依劉文清之說為「聖王合併天下而愛之」。她以為「『兼』字不與『相』字連言，為合併意而非相互義」 。〈兼愛上〉兩次論及「兼相愛」皆用「若使天下兼相愛」，是期望天下人都相親相愛。另《墨子‧非命上》載：
古者湯封於亳，絕長繼短，方地百里，與其百姓兼相愛，交相利，移則分。率其百姓，以上尊天事鬼，是以天鬼富之，諸侯與之，百姓親之，賢士歸之，未歿其世，而王天下，政諸侯。昔者文王封於岐周，絕長繼短，方地百里，與其百姓兼相愛、交相利，則，是以近者安其政，遠者歸其德…。
湯與文王在其領地皆與百姓兼相愛、交相利。「交，交脛也」(《說文解字》)，段玉裁注「凡兩者相合曰交」，因此交即「相交、相互」，兼相愛交相利即人與人之間以行動惠利彼此。質言之，無論是百姓或聖王，兼相愛交相利與身份地位無涉，重要的是「兼相愛之心」與「交相利之行動」合轍。〈兼愛下〉對「交」與「報」有更多說明：
姑嘗本原之孝子之為親度者。吾不識孝子之為親度者，亦欲人愛利其親與？意欲人之惡賊其親與？以說觀之，即欲人之愛利其親也。然即吾惡先從事即得此？若我先從事乎愛利人之親，然後人報我(以)愛利吾親乎？意我先從事乎惡(賊)人之親，然後人報我以愛利吾親乎？即必吾先從事乎愛利人之親，然後人報我以愛利吾親也。然即之交孝子者，果不得已乎，毋先從事愛利人之親者與？意以天下之孝子為遇而不足以為正乎？姑嘗本原之先王之<所書，《大雅》之所道曰：無言而不讎，無德而不報，投我以桃，報之以李。即此言愛人者必見愛也，而惡人者必見惡也。
從常理來看，孝子總希望別人愛利而非惡賊其雙親。而據墨子觀點，在不得已「交互為孝子」的狀況，我們得先愛利別人雙親，別人才會以愛利我們雙親回報。他進一步引述〈大雅〉之記載：「說出的話會得到回應，施與的恩德會得到回報，你給我桃我給你李。」
嚴靈峰如此評論兼愛的相互性： 要「兼愛」就必須雙方同時履行「愛」。這樣，纔能達到「兼相愛，交相利」這個理想實現。因此，「兼愛」必須是雙方的，有條件的：「你給我半斤，我就還你半斤」。誰也不占誰便宜，誰也不讓誰吃虧。墨子的「兼愛」這個詞語的意義，應該如此嚴格「限定」的；否則，便不是「兼愛」！
兼愛的相互性未定如嚴氏所言如此嚴格的「你給我半斤，我給你半斤」、「雙方必須同時履行」。兼愛的相互性，是奠基於雙方的相互之心與互利之行。他既非要同時，也非物質上的等價。重點為受利的一方是否想為予利的一方做點什麼。就如同我們收到對方禮物，會想回贈點什麼(這邊的回贈可以是實質的、也可以是精神的)；而非收到對方禮物後就僅僅收下，完全視之理所當然。雖然兼愛在理想上甚至可做到犧牲自身以成就他人，但從日常生活的實踐來看，人我的相互交利是使兼愛得以落實之要件。對「相互性」、「愛必含利」的重視乃兼愛思想的獨到之處。

## 兼愛思想形成的時代背景
墨子在世活動時間橫跨春秋戰國之交，彼時「諸侯力征」〈(節葬下)〉，戰況慘烈，「飢者不得食，寒者不得衣，勞者不得息」(〈非樂上〉)的狀況普遍存在。如何穩定政治情勢、消弭戰禍、重建社會秩序，使「飢者得食，寒者得衣，勞者得息，亂者得治」(〈非命下〉)是墨子最關心的課題。
《墨子‧兼愛上》對當時社會亂象有細緻地描述：
 臣子之不孝君父，所謂亂也。子自愛不愛父，故虧父而自利；弟自愛不愛兄，故虧兄而自利；臣自愛不愛君，故虧君而自利，此所謂亂也。雖父之不慈子，兄之不慈弟，君之不慈臣，此亦天下之所謂亂也。父自愛也不愛子，故虧子而自利；兄自愛也不愛弟，故虧弟而自利；君自愛也不愛臣，故虧臣而自利。
在此，所謂「亂」即原有的倫常關係崩解。父子、兄弟忘守孝慈，並與君臣同樣自愛不愛人、虧人自利。〈兼愛上〉還寫道：
盜愛其室不愛其異室，故竊異室以利其室；賊愛其身不愛人，故賊人以利其身…。雖至大夫之相亂家，諸侯之相攻國者亦然。大夫各愛其家，不愛異家，故亂異家以利其家；諸侯各愛其國，不愛異國，故攻異國以利其國，天下之亂物具此而已矣。
這邊也指出天下亂的肇因乃為了自身利益去賊害別人利益。另〈非樂上〉還提及「今有大國即攻小國，有大家即伐小家，強劫弱，眾暴寡，詐欺愚，貴傲賤，寇亂盜賊並興，不可禁止也」，大國大家攻伐小國小家，強勢者欺凌弱勢者，盜賊多有，這也是對當時亂象進行的側寫。
如果我們採「兼愛只是其他九個觀念的中心」 之立場追溯本源，亂象四起最深沉的原因無非是人們「不相愛」。如何改變？墨子的解決之道為「以兼相愛交相利之法易之」(〈兼愛中〉)、「兼以易別」(〈兼愛下〉)。所謂兼相愛交相利，即「視人之國若視其國，視人之家若視其家，視人之身若視其身」(〈兼愛中〉)。若大家都視人若己，用兼愛取代虧人自利的別愛，那麼「諸侯相愛則不野戰，家主相愛則不相篡，人與人相愛則不相賊，君臣相愛則惠忠，父子相愛則慈孝，兄弟相愛則和調」(〈兼愛中〉)，如此天下之亂定能平息，百姓便可安居樂業。
墨子所見之春秋戰國「天下處攻伐久矣」(〈非攻下〉)，楚滅越、楚欲攻宋(〈魯問〉)等大小戰爭頻繁發生。對此狀態，墨子提出「兼相愛交相利」之法，希望「以愛止亂」 ，讓天下重回太平之勢。

## 兼愛的價值根源
從兼愛思想形成的時代背景來看，兼愛是作為「興天下之利，除天下之害」的方法被提出，因此它是為了達成治亂目標所採行之手段，僅有工具性價值。但檢視《墨子》，兼愛不單有工具性價值，本身還具備道德上的普遍施用性、可成為人們依循的道德準則，故兼愛本身即含有內在價值。此內在價值根源何處？多數學者皆肯定「天志」為「兼愛」內在價值之根源。換言之，人們要實行兼愛，是出於天志的要求，這從《墨子》中可尋得明證：
天下從事者，不可以無法儀，無法儀而其事能成者無有也…今大者治天下，其次治大國，而無法所度…故父母、學、君三者，莫可以為治法。然則奚以為治法而可？故曰莫若法天。…既以天為法，動作有為，必度於天，天之所欲則為之，天所不欲則止。然而天何欲何惡者也？天必欲人之相愛相利，而不欲人之相惡相賊也。(〈法儀〉)
《墨子》首先描述了一個常態，某人欲完成某事，定有須遵循的「法儀」(即法則、標準)，沒有法儀則事情定不可成。但現在治天下治國者，卻無這樣的法儀。要如何找到這樣的法儀？《墨子》以為父母、學者、君者中仁者少，固不可效法，唯一可效法的就是天。既欲法天，我們的行為都要以天為標準，為天之所欲，止天所不欲，故應從事相愛相利，停止相惡相賊。天志，是人我兼相愛交相利的最後基礎。如〈天志下〉所云：「順天之意何若？曰：兼愛天下之人」，兼愛天下之人即順天之意。另〈天志上〉載「順天意者，兼相愛，交相利」，〈天志中〉載「愛人利人，順天之意」，因此，我們應兼相愛交相利，乃出於人應當效法天且為天之所欲。

## 典載
- 《呂氏春秋》載：“墨子貴兼。”任公解釋：“墨子貴兼者，墨子主兼愛，常以兼易別。故墨子自稱曰：兼士。其非墨家者，則稱之曰：別士。”
- 《孟子‧盡心上》載：“墨子兼愛，摩頂放踵利天下，為之。”
- 《孟子‧滕文公上》載：「墨氏兼愛，是無父也。無父無君，是禽獸也。」[註 2]
- 《莊子‧盜拓》載：“儒者偽辭，墨者兼愛，五紀六位將有別乎？”
- 1921年，梁啟超出版《墨子學案》，以為「墨學所標綱領雖有十條，其實只從一個根本觀念發出來，就是『兼愛』...墨子講兼愛常用『兼相愛交相利』六字連講，必合起來。他的意思纔明，兼相愛是理論，交相利是實行這理論的方法。」[13]
- 伍非百也認為「兼愛，乃墨家通義也。」[14]